# Населённые пункты Бардымского района
Бардымский район включает 61 населённый пункт, в том числе 20 сёл, 40 деревень и 1 посёлок.

## Бардымское сельское поселение
| Название   | Тип населённого пункта       | Население, 2010 год | Почтовый индекс | ОКАТО          |
| ---------- | ---------------------------- | ------------------- | --------------- | -------------- |
| Барда      | село, административный центр | 8826                | 618 150         | 57 204 807 001 |
| Мостовая   | деревня                      | 337                 | 618 150         | 57 204 807 002 |
| Старый Чад | деревня                      | 131                 | 618 150         | 57 204 807 003 |
| Чалково    | деревня                      | 85                  | 618 153         | 57 204 807 004 |

## Березниковское сельское поселение
| Название    | Тип населённого пункта       | Население, 2010 год | Почтовый индекс | ОКАТО          |
| ----------- | ---------------------------- | ------------------- | --------------- | -------------- |
| Березники   | село, административный центр | 464                 | 618 153         | 57 204 810 001 |
| Ишимово     | деревня                      | 455                 | 618 153         | 57 204 810 002 |
| Куземьярово | село                         | 433                 | 618 153         | 57 204 810 003 |
| Кудаш       | деревня                      | 185                 | 618 153         | 57 204 810 004 |
| Чувашаево   | деревня                      | 38                  | 618 153         | 57 204 810 005 |

## Бичуринское сельское поселение
| Название     | Тип населённого пункта       | Население, 2010 год | Почтовый индекс | ОКАТО          |
| ------------ | ---------------------------- | ------------------- | --------------- | -------------- |
| Бичурино     | село, административный центр | 1373                | 618 156         | 57 204 813 001 |
| Бардабашка 1 | деревня                      | 261                 | 618 156         | 57 204 813 002 |
| Бардабашка 2 | деревня                      | 45                  | 618 156         | 57 204 813 003 |
| Учкул        | деревня                      | 78                  | 618 161         | 57 204 813 004 |

## Брюзлинское сельское поселение
| Название | Тип населённого пункта       | Население, 2010 год | Почтовый индекс | ОКАТО          |
| -------- | ---------------------------- | ------------------- | --------------- | -------------- |
| Брюзли   | село, административный центр | 374                 | 618 162         | 57 204 816 001 |
| Батырбай | деревня                      | 105                 | 618 162         | 57 204 816 002 |
| Сюзянь   | деревня                      | 375                 | 618 162         | 57 204 816 003 |

## Елпачихинское сельское поселение
| Название    | Тип населённого пункта       | Население, 2010 год | Почтовый индекс | ОКАТО          |
| ----------- | ---------------------------- | ------------------- | --------------- | -------------- |
| Елпачиха    | село, административный центр | 1341                | 618 168         | 57 204 819 001 |
| Усть-Тунтор | деревня                      | 277                 | 618 161         | 57 204 819 004 |
| Искирь      | деревня                      | 209                 | 618 168         | 57 204 819 002 |
| Конюково    | деревня                      | 116                 | 618 161         | 57 204 819 003 |

## Красноярское сельское поселение
| Название   | Тип населённого пункта       | Население, 2010 год | Почтовый индекс | ОКАТО          |
| ---------- | ---------------------------- | ------------------- | --------------- | -------------- |
| Краснояр 1 | село, административный центр | 1354                | 618 160         | 57 204 825 001 |
| Краснояр 2 | село                         | 678                 | 618 160         | 57 204 825 002 |
| Утяй       | деревня                      | 0                   | 618 160         | 57 204 825 003 |

## Новоашапское сельское поселение
| Название     | Тип населённого пункта       | Население, 2010 год | Почтовый индекс | ОКАТО          |
| ------------ | ---------------------------- | ------------------- | --------------- | -------------- |
| Новый Ашап   | село, административный центр | 330                 | 618 165         | 57 204 831 001 |
| Верхний Ашап | деревня                      | 74                  | 618 165         | 57 204 831 002 |
| Никольск     | деревня                      | 46                  | 618 165         | 57 204 831 004 |
| Талканка     | деревня                      | 22                  | 618 165         | 57 204 831 006 |
| Усть-Шлык    | деревня                      | 47                  | 618 165         | 57 204 831 007 |

## Печменское сельское поселение
| Название        | Тип населённого пункта       | Население, 2010 год | Почтовый индекс | ОКАТО          |
| --------------- | ---------------------------- | ------------------- | --------------- | -------------- |
| Печмень         | село, административный центр | 440                 | 618 164         | 57 204 837 001 |
| Константиновка  | село                         | 496                 | 618 164         | 57 204 837 005 |
| Кармановка      | деревня                      | 290                 | 618 164         | 57 204 837 007 |
| Зязелга         | деревня                      | 144                 | 618 164         | 57 204 837 003 |
| Нижняя Искильда | деревня                      | 138                 | 618 164         | 57 204 837 004 |
| Асюл            | деревня                      | 110                 | 618 164         | 57 204 837 002 |
| Амировка        | деревня                      | 23                  | 618 169         | 57 204 837 006 |

## Сарашевское сельское поселение
| Название  | Тип населённого пункта       | Население, 2010 год | Почтовый индекс | ОКАТО          |
| --------- | ---------------------------- | ------------------- | --------------- | -------------- |
| Сараши    | село, административный центр | 1446                | 618 163         | 57 204 840 001 |
| Танып     | село                         | 560                 | 618 163         | 57 204 840 004 |
| Султанай  | село                         | 411                 | 618 163         | 57 204 840 003 |
| Усть-Ашап | деревня                      | 99                  | 618 163         | 57 204 840 005 |
| Нарадка   | деревня                      | 22                  | 618 163         | 57 204 840 002 |
| Игатка    | деревня                      | 7                   | 618 163         | 57 204 840 007 |
| Усаклы    | деревня                      | 3                   | 618 163         | 57 204 840 006 |

## Тюндюковское сельское поселение
| Название      | Тип населённого пункта       | Население, 2010 год | Почтовый индекс | ОКАТО          |
| ------------- | ---------------------------- | ------------------- | --------------- | -------------- |
| Тюндюк        | село, административный центр | 669                 | 618 161         | 57 204 804 001 |
| Аклуши        | село                         | 432                 | 618 161         | 57 204 804 002 |
| Верх-Шлык     | деревня                      | 144                 | 618 161         | 57 204 804 005 |
| Новая Казанка | деревня                      | 128                 | 618 161         | 57 204 804 004 |
| Старый Ашап   | деревня                      | 46                  | 618 161         | 57 204 804 003 |
| Новый Чад     | деревня                      | 37                  | 618 161         | 57 204 804 006 |

## Федорковское сельское поселение
| Название | Тип населённого пункта       | Население, 2010 год | Почтовый индекс | ОКАТО          |
| -------- | ---------------------------- | ------------------- | --------------- | -------------- |
| Федорки  | село, административный центр | 371                 | 618 152         | 57 204 843 001 |
| Акбаш    | село                         | 540                 | 618 157         | 57 204 843 004 |
| Уймуж    | село                         | 299                 | 618 152         | 57 204 843 003 |
| Юкшур    | деревня                      | 62                  | 618 157         | 57 204 843 005 |

## Шермейское сельское поселение
| Название  | Тип населённого пункта       | Население, 2010 год | Почтовый индекс | ОКАТО          |
| --------- | ---------------------------- | ------------------- | --------------- | -------------- |
| Шермейка  | село, административный центр | 253                 | 618 154         | 57 204 849 001 |
| Шабарка   | деревня                      | 175                 | 618 155         | 57 204 849 006 |
| Антуфьево | деревня                      | 45                  | 618 154         | 57 204 849 002 |
| Щипа      | деревня                      | 26                  | 618 155         | 57 204 849 010 |
| Низовское | деревня                      | 21                  | 618 155         | 57 204 849 009 |
| Зайцево   | деревня                      | 18                  | 618 154         | 57 204 849 003 |
| Караул    | деревня                      | 15                  | 618 154         | 57 204 849 004 |
| Шермеинск | деревня                      | 6                   | 618 154         | 57 204 849 005 |
| Искирский | посёлок                      | 3                   | 618 168         | 57 204 849 008 |